# Friese sluis (Flevoland)
De Friese sluis is een sluis in de Nederlandse provincie Flevoland. De sluis ligt in de gemeente Noordoostpolder ten noorden van de plaats Rutten bij het Friese Lemmer tussen de Lemstervaart en het IJsselmeer.
De schutsluis, het sluiswachtershuisje en de schotbalkenloods zijn rijksmonumenten en behoren bij het gemaalcomplex Gemaal Buma. Verantwoordelijk voor de constructie van het complex was de Dienst der Zuiderzeewerken afdeling Noordoostpolderwerken. De houten sluisdeuren werden vernieuwd in 1983.
Over de sluis ligt een verkeersbrug in de Gemaalweg. Deze ijzeren basculebrug werd gebouwd door constructiewerkplaats Hollandia. 
De scheepvaart tussen de Lemstervaart en het IJsselmeer kon vanaf 10 november 1940 gebruik maken van de sluis. De beheerder is Rijkswaterstaat.

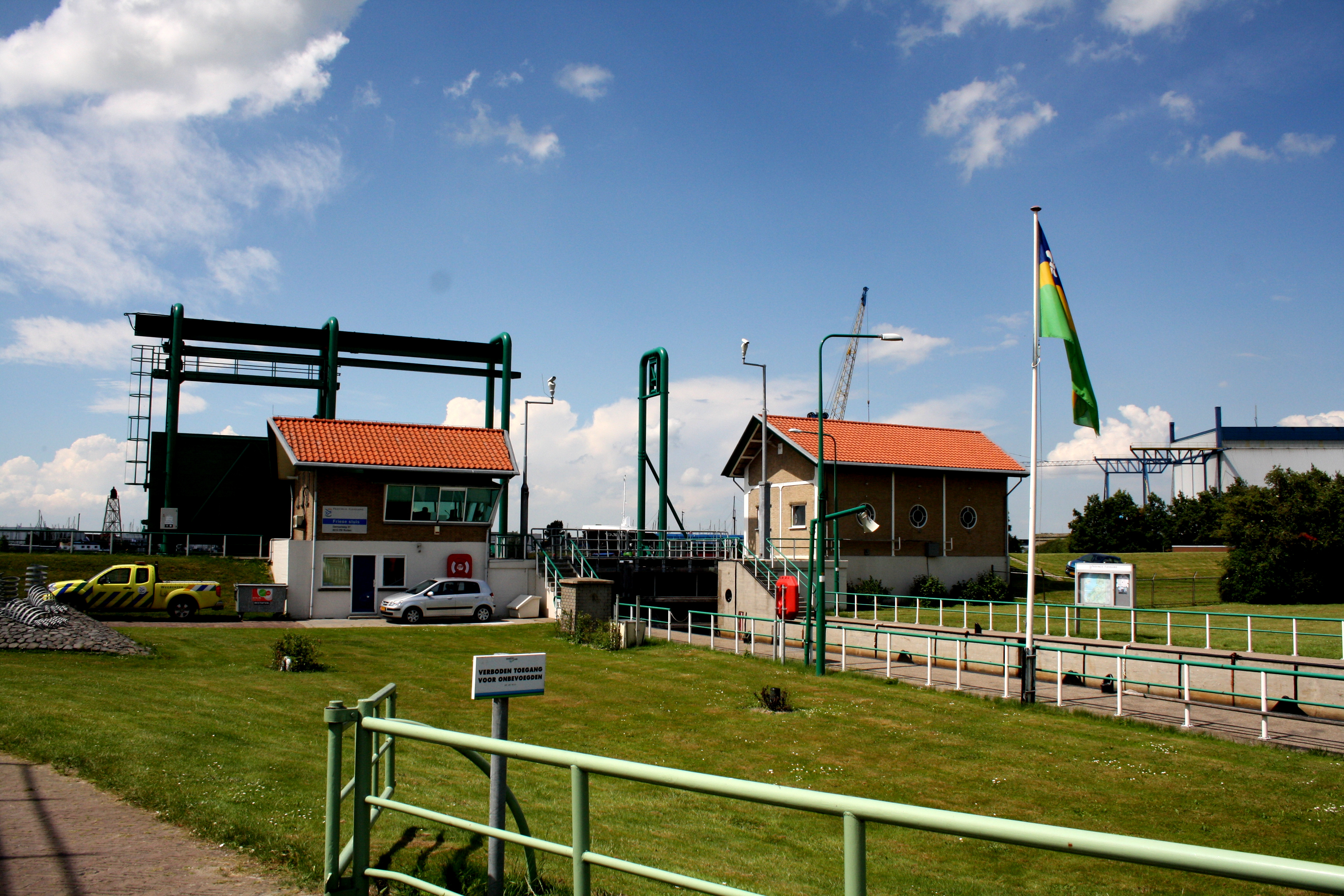
Overzicht Friese sluis, westzijde
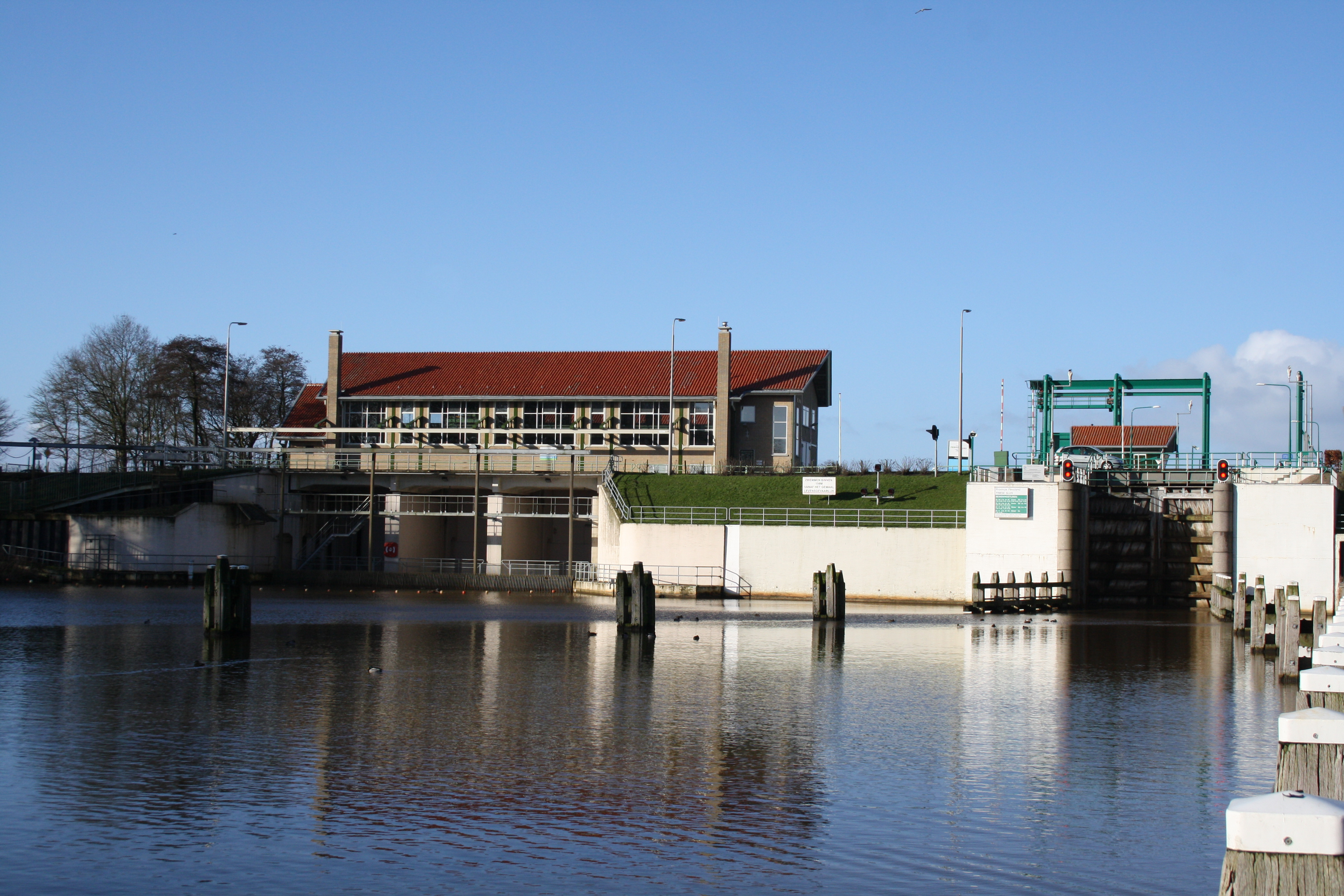
De sluis aan de rechterzijde en gemaal Buma aan de linkerzijde, vanaf de Lemstervaart

Friese sluis · 
Hoge Knarsluis · 
Houtribsluizen · 
Ketelsluis · 
Lage Knarsluis · 
Naviduct Krabbersgat · 
Noordersluis · 
Reevesluis · 
Roggebotsluis · 
Vaartsluis · 
Voorstersluis · 
Urkersluis · 
Zuidersluis